# Dunajski gozd
Dunajski gozd (nemško Wienerwald) je gozdnato višavje v Spodnji Avstriji in Dunaju, ki tvori severovzhodno predgorje Severnih apnenčastih Alp. Dolgo je 45 km in široko 20-30 km. Dunajski gozd je večinoma gozdnat. 

## Lokacija
Dunajski gozd omejujejo reke Triesting, Gölsen, Traisen in Donava ter Mostviertel in Industrieviertel, dve od štirih četrtin Spodnje Avstrije. Ker sega v samo mesto Dunaj, je priljubljena destinacija za rekreacijo na prostem tako za Dunaj kot za njegovo gosto naseljeno okolico.

## Geografija
Najvišja vzpetina v Dunajskem gozdu je Schöpfl, visok 893 metrov. Na njem je astronomski observatorij Leopold Figl. Pomembne reke v Dunajskem gozdu so Wien, Schwechat in Triesting. Vzhodni konec alpske verige tvori Leopoldsberg, ki gleda na Donavo in Dunajsko kotlino. 
Čeprav je Dunajski gozd zaščitena krajina in pomembno rekreacijsko območje, ga ogroža širjenje mest. Lainzer Tiergarten, obsežen park, v katerem živijo divji prašiči in druge gozdne živali, ter park Schwarzenberg so nastali  v 19. stoletju. V bližini Purkersdorfa, približno 20 km zahodno od Dunaja, je naravni park Sandstein-Wienerwald. V gozdu je tudi nekaj jam, med njimi Dreidärrischenhöhle (Jama treh gluhih mož). 

## Geologija
Gorska veriga Dunajskega gozda je prehod med Vzhodnimi Alpami in Karpati, ki jih ločujeta Donava in nekaj tektonskih prelomnic v bližini Dunaja. Severni del verige je iz alpskega peščenjaka, južni del pa je apnenčast. Na severu Dunajskega gozda rastejo bukve, hrasti in gabri, na jugu pa iglavci, večinoma bori in jelke. V slednjem delu je naravni park Föhrenberge (Borovo gorovje). 

## Zgodovina
Dunajski gozd je bil  od 11. stoletja do leta 1850 kraljevo lovišče. Pod vplivom Avarov se je tu naselilo slovansko prebivalstvo, kar dokazujejo imena vasi, ko so Döbling, Liesing ali Gablitz. V 16. stoletju se je začelo gozdarjenje. Industrijski razvoj, ki se je začel okoli leta 1840, je spodbudil povečano poselitev območja. 
Skozi severni del Dunajskega gozda je septembra 1683 potekal pohod poljskih čet kralja Jana III. Sobieskega, ki je prekinil obleganje mesta.  
Leta 1870 so bili predstavljeni načrti za izkrčitev večine gozda, kar je  povzročilo širok odpor javnosti. Med najvidnejšimi osebnostmi v teh protestih je bil novinar in politik Josef Schöffel. Leta 1987 so guvernerji dežel Dunaj, Spodnja Avstrija in Gradiščanska podpisali Deklaracijo o Dunajskem gozdu za zaščito narave v regiji. 

## Sklic
1. ↑  Wanderatlas Wienerwald. Freytag und Berndt. 1975. ISBN 3-85084-661-X.

## Vir
- Rees, Henry (1974). Italy, Switzerland and Austria. A Geographical Study. Harrap, London, ISBN 0-245-51993-9.